# Breslauer SpVg 02
Breslauer SpVg 02 – niemiecki klub piłkarski z siedzibą we Wrocławiu, działający w latach 1933–1945.

## Historia
W 1933 roku w wyniku fuzji klubów Vereinigte Breslauer Sportfreunde i Breslauer Sportclub 08 powstał klub Breslauer SpVg 02. W 1933 był jednym z założycieli Gauliga Schlesien. W sezonie 1933/34 debiutował w Gauliga Schlesien, a po reformie systemu lig w Gauliga Niederschlesien.
Początkowo klub występował na stadionie przy Roonstrasse (obecna Aleja Pracy), jednak w 1936 w związku z rozbudową pobliskiego osiedla i planowaną likwidacją stadionu przeniósł się na Sportpark Gräbschen (obecnie Stadion Oporowska).
W sezonie 1941/42 zdobył mistrzostwo Gauliga Niederschlesien, które uprawniało do występów w turnieju finałowym Mistrzostw Niemiec 1941/42. W 1/8 finału przegrał z Planitzer SC 1:2. W sezonie 1943/44 w finale o mistrzostwo Gauliga Niederschlesien przegrał z STC Hirschberg. II wojna światowa doprowadziła do rozwiązania klubu w 1945.

## Sukcesy
- mistrz Gauliga Niederschlesien: 1941
- uczestnik turnieju finałowego o mistrzostwo Niemiec: 1942